# Bill Pullman
William 'Bill' Pullman (Hornell, 17 december 1953) is een Amerikaans acteur. Hij maakte in 1986 zijn acteerdebuut met een eenmalige gastrol in Cagney & Lacey. Datzelfde jaar speelde hij ook zijn eerste filmrol in de misdaadkomedie Ruthless People, naast onder andere Bette Midler en Danny DeVito. Sindsdien was Pullman in meer dan zeventig titels op het witte doek te zien.
Pullmann wordt niet nadrukkelijk in één filmgenre gecast. Zo was hij te zien in onder meer verschillende horrorfilms (zoals Brain Dead en The Grudge), een sportfilm (A League of Their Own), filmparodieën (zoals Spaceballs en Scary Movie 4), een romantische komedie (While you were sleeping) en verschillende actiefilms (zoals Independence Day en Ignition).
Pullman speelt hoofdzakelijk in films, maar neemt ook wel eens rollen in televisieseries aan. Zo is hij te zien als 'Oswald Danes' in de sciencefictionserie Torchwood en als detective 'Harry Ambrose' in de dramaserie The Sinner. Voor beide rollen werd hij genomineerd voor een Saturn Award.
Pullman trouwde in 1987 met Tamara Hurwitz, met wie hij vervolgens dochter Maesa (1988), zoon Jack (1989) en zoon Lewis (1993) kreeg. Hijzelf is de zesde van zeven kinderen van een verpleegkundige en een arts. Pullman is samen met zijn jongste zoon Lewis te zien in The Ballad of Lefty Brown (2017) en Battle of the Sexes (2017).

## Filmografie
*Exclusief televisiefilms tenzij aangegeven
| - Dark Waters (2019) - The Coldest Game (2019) - The Equalizer 2 (2018) - Battle of the Sexes (2017) - Trouble (2017) - A Thousand Junkies (2017) - The Ballad of Lefty Brown (2017) - Walking Out (2017) - Brother Nature (2016) - LBJ (2016) - Independence Day: Resurgence (2016) - American Ultra (2015) - Equalizer (2014) - Cymbeline (2014) - Red Sky (2014) - May in the Summer (2013) - Love Versus (2012) - Bringing Up Bobby (2011) - Rio Seks Comedy (2010) - Peacock (2010) - The Killer Inside Me (2010) - Your Name Here (2008) - Surveillance (2008) - Phoebe in Wonderland (2008) - Bottle Shock (2008) - Nobel Son (2007) - You Kill Me (2007) - Scary Movie 4 (2006) - Alien Autopsy (2006) - Dear Wendy (2005) - The Orphan King (2005) - The Grudge (2004) - Tiger Cruise (2004, televisiefilm) - Rick (2003) - 29 Palms (2002) - Igby Goes Down (2002) - Ignition (2001) - Lucky Numbers (2000) | - A Man Is Mostly Water (2000) - Titan A.E. (2000, stem) - The Guilty (2000) - History Is Made at Night (1999) - Brokedown Palace (1999) - Lake Placid (1999) - Zero Effect (1998) - The End of Violence (1997) - Lost Highway (1997) - Independence Day (1996) - Mr. Wrong (1996) - Casper (1995) - While You Were Sleeping (1995) - Wyatt Earp (1994) - The Last Seduction (1994) - The Favor (1994) - Mr. Jones (1993) - Malice (1993) - Sleepless in Seattle (1993) - Sommersby (1993) - Phone (1993) - Singles (1992) - A League of Their Own (1992) - Newsies (1992) - Nervous Ticks (1992) - Liebestraum (1991) - Bright Angel (1991) - Blood Drips Heavily on Newsies Square (1991) - Sibling Rivalry (1990) - Brain Dead (1990) - Going Under (1990) - Cold Feet (1989) - The Accidental Tourist (1988) - Rocket Gibraltar (1988) - The Serpent and the Rainbow (1988) - Spaceballs (1987) - Ruthless People (1986) |

## Televisieseries
*Exclusief eenmalige (gast)rollen
- The Sinner - Harry Ambrose (2017, 2018, 2020 vierentwintig afleveringen)
- 1600 Penn - Dale Gilchrist (2012-2013, dertien afleveringen)
- Torchwood - Oswald Danes (2011, acht afleveringen)
- Revelations - Richard Massey (2005, zes afleveringen)

- Bibsys: 98042950
- Biblioteca Nacional de España: XX1174116
- Bibliothèque nationale de France: cb140082068 (data)
- CiNii: DA16327349
- Gemeinsame Normdatei: 135731844
- International Standard Name Identifier: 0000 0001 1441 1714
- Library of Congress Control Number: no90001356
- MusicBrainz: 55f5b1b1-f2c8-48a6-82f5-2f0f3a793b4f
- Nationale Bibliotheek van Tsjechië: pna2006338097
- Nationale bibliotheek van Australië: 35206039
- Nationale Bibliotheek van Israël: 987007451255705171
- Nationale Bibliotheek van Polen: a0000001273412
- Nederlandse Thesaurus van Auteursnamen: 080219004
- SNAC: w6m91mvj
- Système universitaire de documentation: 067169139
- Trove: 864647
- Virtual International Authority File: 33222587
- WorldCat: E39PBJqw6DjFqxxKpHvC3RGfv3